# Демидов (здание)
Деловой дом «Демидов» — бизнес-центр в Екатеринбурге, состоит из двух блоков — 9-этажной первой очереди «1А», изначально строившейся как конгресс-холл (в 2009 году здание в недостроенном состоянии было передано Президентскому центру Б. Н. Ельцина) и второй очереди «1Б» — 33-этажного высотного здания для размещения офисов.
В первоначальном проекте также были панорамный купол над акваторией городского пруда, соединённый стеклянным переходом с конгресс-холлом, и пешеходный мост на противоположный берег, но эта часть проекта не была реализована.
Строительство бизнес-центра началось в 2006 году, первую очередь планировалось ввести в эксплуатацию в октябре 2008 года, вторую — в марте 2009 года, но впоследствии сроки неоднократно сдвигались по различным причинам — смены генподрядчиков, конфликта инвесторов, финансового кризиса. На какое-то время объект был заморожен, став одним из самых крупных долгостроев в центре города.
Изначально инвестором выступало ЗАО «Клаас-строй», подконтрольное свердловскому предпринимателю Марсу Шарафулину. С 2008 года к проекту присоединился УГМК-Холдинг (сам Шарафулин утверждал, что это был рейдерский захват). После того, как было принято решение разместить здесь Ельцин-центр, к завершению первой очереди были привлечены средства федерального и областного бюджетов.
В результате Ельцин-центр в здании первой очереди комплекса открылся 25 ноября 2015 года, строительство высотной очереди было завершено 30 декабря 2016 года.
По ходу строительства менялось и название объекта — изначально в проекте он фигурировал как «Демидов-плаза», затем - как бизнес-центр «Демидов», затем -  «DEMIDOF», окончательным вариантом стал "деловой дом «Демидов».
На момент начала строительства «Демидов» не имел отношения к комплексу Екатеринбург-сити, хоть и находился в непосредственной близости. Сам проект бизнес-центра «Демидов» появился задолго до презентации проекта «Екатеринбург-сити». После того, как УГМК-Холдинг (инвестор «Екатеринбург-сити») взял под свой контроль строительство бизнес-центра, его представители высказали мнение, что «Демидов», по сути, является одним целым с «Екатеринбург-сити» и участие в его строительстве поможет комплексно решать вопросы по парковочными местами для автомобилей, дорожно-транспортным развязкам, коммуникациям и дальнейшим использованием объектов недвижимости, находящихся на соседних площадках. Начиная с 2015 года, строительное подразделение УГМК позиционирует «Демидов» как третий (после гостиницы Hyatt Regency Ekaterinburg и башни «Исеть») объект делового квартала Екатеринбург-сити.

## История строительства

### 2005—2006. Начало строительства

Первоначальный проект комплекса (ещё без высотной части), представленный на выставке MIPIM-2005 в Каннах

Проект делового комплекса «Демидов плаза», разработанный екатеринбургским бюро «Архстройпроект-А» (архитектор — Сергей Алейников), впервые был представлен в марте 2005 года на крупнейшей международной выставке недвижимости MIPIM-2005 в Каннах. Это был первый проект от Свердловской области, представленный на этой выставке — проект «Екатеринбург-сити» от УГМК был представлен только спустя год, на выставке MIPIM-2006.
Строительство инициировал свердловский предприниматель, владелец ряда строительных компаний и по совместительству председатель Национально-культурной автономии татар Свердловской области Марс Шарафулин. Заказчиком и застройщиком выступало подконтрольное ему ЗАО «Клаас-Строй», генеральный подрядчиком — ООО «Сверстрой» (фактически строительные работы выполняла турецкая компания «Renaissance Construction»). Место для строительства было выбрано в центре города, между набережной Городского пруда и улицей 9 января (в настоящее время — улица Ельцина), в непосредственной близости от проектируемого кластера высотных зданий Екатеринбург-сити. Позже бизнес-центр «Демидов» был включён в постановление Главы Екатеринбурга о подготовке к саммиту ШОС 2009 года. Здесь планировалось провести встречи глав государств в рамках IX саммита ШОС и I саммита БРИК.
Первоначально в проекте было только 9-этажное здание, однако, из-за дефицита офисных площадей класса «А» в Екатеринбурге, в комплекс решили ещё добавить 33-этажную башню. Также в первоначальном проекте был панорамный купол, расположенный над водой, соединённый с основным зданием стеклянным переходом, а также мост, ведущий на противоположный берег Городского пруда — к станции метро «Динамо». Предполагалось, что в этом куполе над акваторией пруда пройдёт неформальная встреча глав государств после официальных мероприятий саммитов ШОС и БРИК. После этого купол мог использоваться для размещения в нём планетария или в качестве выставочных площадей. Ни купол, ни мост в итоге построены не были.
Активные строительные работы начались весной 2006 года. Первую очередь — 9-этажную часть с конгресс-холлом — должны были открыть в октябре 2008 года. 33-этажную высотную часть планировалось сдать в марте 2009 года. «Демидов» должен был стать бизнес-центром класса А+ и одновременно крупнейшим бизнес-центром Екатеринбурга. Общая площадь комплекса оценивалась в 142 тысячи квадратных метров, из которых 43 тысячи — площадь офисов категории «А» по международной классификации. Остальные помещения отдавались под конгресс-холл, более 100 магазинов, 8 кинозалов, ресторанный двор на 2 тысячи квадратных метров. Для залов конгресс-холла закупалось современное аудио- и видеооборудование — обеспечивалась возможность одновременно слушать выступления на 12 языках: таково число кабин для переводчиков-синхронистов.

 Центр подходит для проведения международных конгрессных мероприятий. Вы только вдумайтесь — через год здесь состоится заседание, в котором примут участие семь президентов ведущих азиатских держав, представляющих 3/5 площади Евразии, ¼ всего населения мира. На саммит приедут тысячи международных наблюдателей, тысячи журналистов. На несколько дней внимание всего мира будет приковано к Екатеринбургу, в том числе к бизнес-центру «Демидов». Вид набережной и нашего «Демидова» попадет во все мировые новости.— Марс Шарафулин

### 2007. Конфликт с администрацией Екатеринбурга и смена генподрядчика

Марс Шарафулин показывает Эдуарду Росселю ход строительства бизнес-центра, 10 апреля 2007

В марте 2007 года на стройке отключили электричество. В ЗАО «Клаас-Строй» заявили, что это было сделано по инициативе Администрации Екатеринбурга. Вице-мэр Екатеринбурга Владимир Крицкий заявил, что ЗАО «Клаас-Строй» не согласовало с мэрией проектную документацию, и в результате вместо ожидаемой восьмиэтажной первой очереди делового центра строится здание в 11 этажей (3 этажа на тот момент уже было построено). Ко 2-й очереди тоже были вопросы — строилось здание в 35 этажей, а мэрию проинформировали о 20-этажке, заявил Крицкий. У застройщика возникли споры с городскими властями по поводу функций строящегося объекта — мэрия хотела, чтобы в здании расположился Дом музыки, однако ЗАО «Клаас-Строй» отвергал эту идею как невыгодную для себя.
9 апреля 2007 объект посетил губернатор Свердловской области Эдуард Россель, лично курировавший стройку. Шарафулин заверил губернатора, что строительство идёт по графику. Ещё раз губернатор посетил стройку 17 июля 2007 года.
В июле 2007 года сменился генеральный подрядчик строительства — им стал крупнейший застройщик Екатеринбурга «Атомстройкомплекс», началось возведение второй очереди комплекса. По заявлению представителя ЗАО «Клаас-Строй» Валерии Гуреевой, сотрудничество с турецкой компанией «Renaissance Construction» было расторгнуто из-за того, что не было достигнуто договорённости по ценам и качеству в вопросах оснащения комплекса системами вентиляции и кондиционирования. В августе 2007 года началось остекление 1-й очереди, к концу года большая часть 1-й очереди была остеклена. Стройку посетила делегация из Администрации президента, которая предварительно одобрила проведение здесь большей части мероприятий саммита ШОС-2009.
В декабре 2007 года стало известно, что «Сбербанк» примет участие в финансировании проекта, в начале 2008 года заключена сделка проектного финансирования.

### 2008. Приход УГМК и остановка стройки в период кризиса
29 февраля 2008 года на стройке двое рабочих упали в шахту лифта строящегося здания — один из них погиб.
В марте 2008 года на совещании по контролю за ходом строительства объектов к саммиту ШОС Эдуард Россель выразил обеспокоенность темпами строительства бизнес-центра.

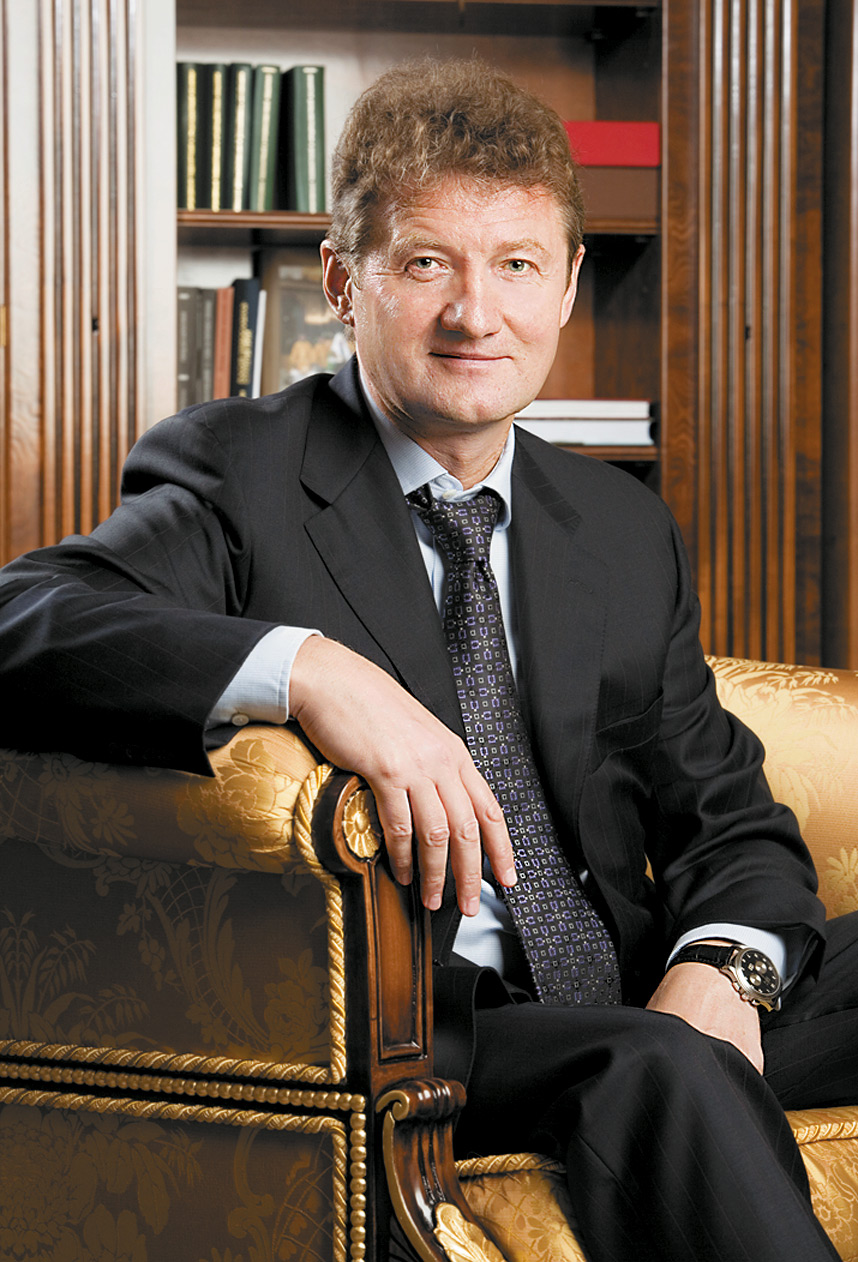
Генеральный директор УГМК-холдинга Андрей Козицын

26 мая 2008 года Марс Шарафулин заявил о рейдерской атаке на ЗАО «Клаас-Строй» с помощью технологий гринмэйла со стороны руководителей «УГМК» Искандара Махмудова и Андрея Козицына. По заявлению Шарафулина, из-за действий УГМК соинвестор ещё в феврале прекратил финансирование объекта.
28 мая 2008 в администрации губернатора Свердловской области прошло совещание, где была затронута и сложная ситуация на стройплощадке «Демидова», являвшегося одним из ключевых объектов предстоящего саммита ШОС. На ней специалист по связям с общественностью ЗАО «Клаас-Строй» Олег Земцов заявил: «— Все финансируем мы, и в должном объёме. Мы все достроим вовремя, это не вызывает сомнений. Единственный повод остановить строительство — это вторжение УГМК, которое, заметим, может быть только незаконным. Если даже УГМК войдет в качестве инвестора в проект, ей понадобится около 1,5 месяца только на знакомство с документами. Это неминуемо будет означать остановку строительства на этот срок».
29 мая 2008 года УГМК впервые открыто признала свой интерес к бизнес-центру «Демидов» — был опубликован пресс-релиз, в котором объявлялось об инвестировании 550 млн рублей в строительство бизнес-центра — у одного из акционеров ЗАО «Клаас-Строй» было выкуплено право требования по договорам займа на эту сумму, также заявлялось о достижении договорённости о приобретении у этого акционера 50 % акций ЗАО «Клаас-Строй». После покупки пакета 50 % акций, УГМК в соответствии с федеральным законом «Об акционерных обществах» получила право запросить у руководства ЗАО «Клаас-Строй» учредительные документы и документы, касающиеся финансово-хозяйственной деятельности организации. Но, согласно опубликованной в пресс-релизе информации, в нарушение действующего законодательства Шарафулин их так и не предоставил.

«Комплекс „Екатеринбург-Сити“, строительство которого мы ведем, и Бизнес-центр „Демидов“, по сути, представляют собой единое целое, — участвуя в строительстве Бизнес-центра, мы совместно сможем более эффективно решать вопросы, связанные с инфраструктурой, в том числе важнейший на сегодняшний день для Екатеринбурга вопрос по парковочным местам для автомобилей, дорожно-транспортными развязками, коммуникациями и дальнейшим использованием объектов недвижимости, находящихся на одной площадке»— директор по непромышленному и гражданскому строительству УГМК Игорь Задорожный, 29.05.2008
В этот же день губернатор Эдуард Россель, опасаясь срыва сроков сдачи бизнес-центра, по-прежнему рассматривавшегося в качестве основной площадки для проведения саммита ШОС-2009, инициировал личную встречу с Андреем Козицыным. Козицын заверил, что покупка пакета акций не повлияет на темпы строительства центра.
2 июня 2008 года Марс Шарафулин подал иск в Арбитражный суд Свердловской области о восстановлении на лицевом счете записи о своем праве собственности на 50 % акций компании, переданных в 2006 году второму инвестору проекта.
Сделка по приобретению УГМК 50 % акций ЗАО «Клаас Строй» у московского акционера, имя которого не раскрывалось, была завершена в июне 2008 года, её сумма, по данным издания «Деловой квартал», составила 1 млрд рублей.
26 июня 2008 года на традиционном совещании по строительству Эдуард Россель потребовал от застройщиков бизнес-центра «Демидов» ускорить текущим летом темпы строительства и начать внутренние работы на уже построенных этажах.
В июле 2008 Марсу Шарафулину от УГМК поступило предложение о покупке вторых 50 % акций ЗАО «Клаас-Строй» за 3 млрд рублей. 10 июля стороны достигли договорённости, сделка была назначена на 30 июля, однако в итоге не состоялась — как заявил Шарафулин, ни Андрей Козицын, ни его представители на указанное место встречи не явились. Ситуацией обеспокоились правительстве области — если при Шарафулине «Демидов» имел шанс быть достроенным в срок, то после вхождения нового застройщика 2 месяца уйдет только на изучение ситуации — все это время объект будет простаивать. Сдать «Демидов» к саммиту стало задачей практически невыполнимой.
6 августа 2008 Шарафулин заявил, что Андрей Козицын в последний день отменил сделку и тем самым поставил Шарафулина в сложное положение. В результате пришлось остановить платежи подрядчику строительства бизнес-центра, «Атомстройкомплексу». Стройка была приостановлена.

«Вот этого я и боялся — боялся, что со всей этой возней стройку остановите. Что мне теперь, президенту сказки рассказывать?»— Эдуард Россель, 6.08.2008
Проведение саммита ШОС в Екатеринбурге оказалось под угрозой срыва — других специализированных больших конгрессных площадок с технологией видеоконференции и синхронным переводом в городе на тот момент не было. Прозвучали мнения, что саммит придётся перенести в Ханты-Мансийск или Астану.
8 августа сделка по продаже 50 % акций ЗАО «Клаас-Строй» УГМК состоялась, 15 августа Шарафулин отказался от иска, поданного в июне в арбитражный суд, по причине урегулирования спора во внесудебном порядке.

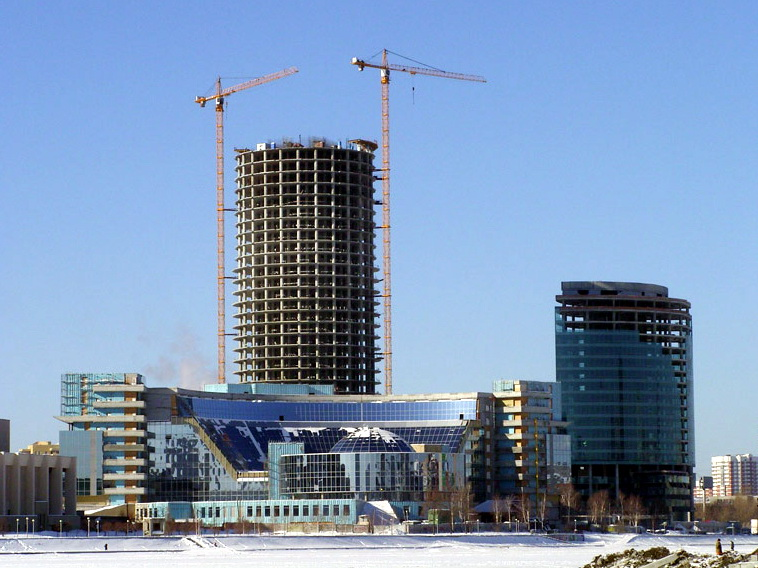
Строительство высотной очереди, февраль 2009

В конце сентября 2008 года возобновились работы на высотной части комплекса. На 9-этажной части в это время работ не производилось и конгресс-холл «Демидова» был вычеркнут из списка объектов к саммиту ШОС — встречу глав государств организации в итоге провели в Доме Севастьянова. Строительство «Демидова» уже полностью перешло под контроль УГМК.

### 2009. Решение о размещении Ельцин-центра
В 2009 году, когда уже стало известно, что конгресс-холл не успевают сдать к саммиту ШОС, строительная активность была сконцентрирована на второй очереди — на совещании 4 февраля 2009 губернатор поставил задачу завершить монолитные работы и остекление высотной части к началу саммита в июне 2009 года. Представитель УГМК-холдинга Сергей Литвиненко заявил, что кредита в размере 335 млн рублей, полученного девелопером, хватит лишь на каркас здания, и остеклить его не получится, предложив вариант закрыть здание на время саммита щитами с социальной рекламой. Застройщики сетовали на трудности в привлечении кредитных средств в период кризиса.
К середине апреля 2009 года каркас здания был готов. На время саммитов ШОС и БРИК в июне 2009 года были разобраны краны на стройке, но рекламными баннерами коробку здания не закрыли.

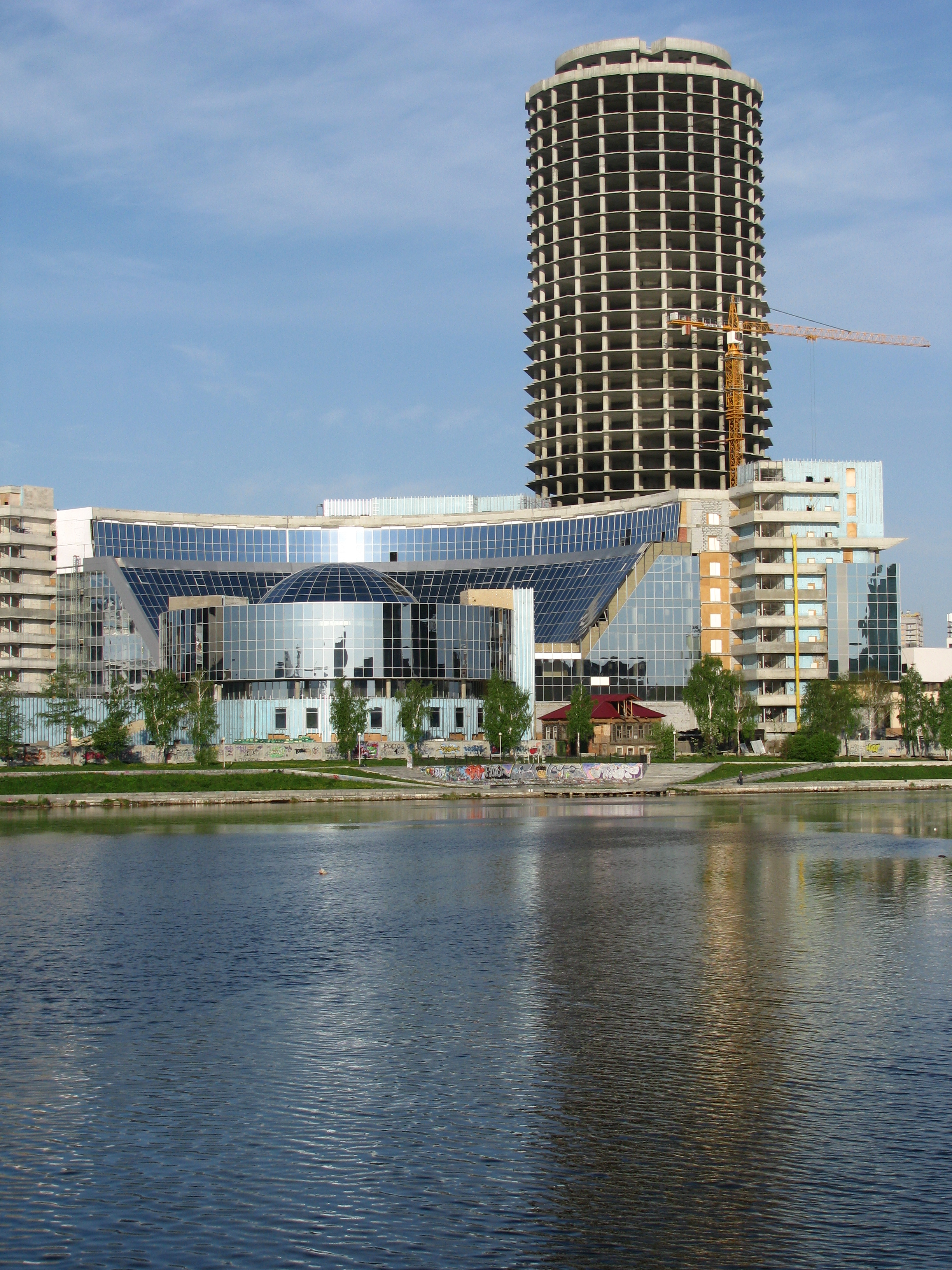
Май 2009 — стройка остановлена, разбирают последний кран

20 мая 2009 года Эдуард Россель отправил в отставку куратора подготовки к саммиту ШОС Олега Гусева — в числе главных «минусов» оказалась неготовность «Демидова».
Президентом России Дмитрием Медведевым в 2008 году был подписал закон «О центрах исторического наследия президентов Российской Федерации, прекративших исполнение своих полномочий», согласно которому подобные учреждения должны создаваться с целью демонстрации широкой публике исторического наследия бывших лидеров. Фонд, занимающийся созданием центра, согласно закону, имеет возможность получать государственные субсидии. В конце 2008 года был создан фонд «Президентский центр Б. Н. Ельцина». Весной 2009 года на заседании попечительского совета фонда «Президентский центр Б. Н. Ельцина» принято решение разместить президентский центр Бориса Ельцина в Екатеринбурге — городе, где он прожил большую часть жизни и где началась его политическая карьера. Это решение поддержали и члены семьи бывшего президента, в том числе Наина Ельцина. В Москве должен был открыться филиал центра.
3 сентября 2009 года губернатор Свердловской области Эдуард Россель подписал Указ «О Президентском центре Бориса Ельцина», согласно которому Президентский центр Б. Н. Ельцина было решено разместить в бывшем конгресс-холле «Демидов». На тот момент улица 9 января, на которой начиналось строительство, уже была переименована в улицу Бориса Ельцина.
Сразу же после издания указа, 4 сентября 2009 года на первой очереди «Демидова» возобновились фасадные работы. Предполагалось, что Президентский центр откроется к 80-летию со дня рождения Бориса Ельцина — в феврале 2011 года, но впоследствии сдача объекта откладывалась несколько раз.

### конец 2009—2012. Заморозка строительства
В 2010—2012 строительных работ на объекте практически не велось. Каркас высотки в 2010—2011 годах закрыли огромным рекламным баннером.

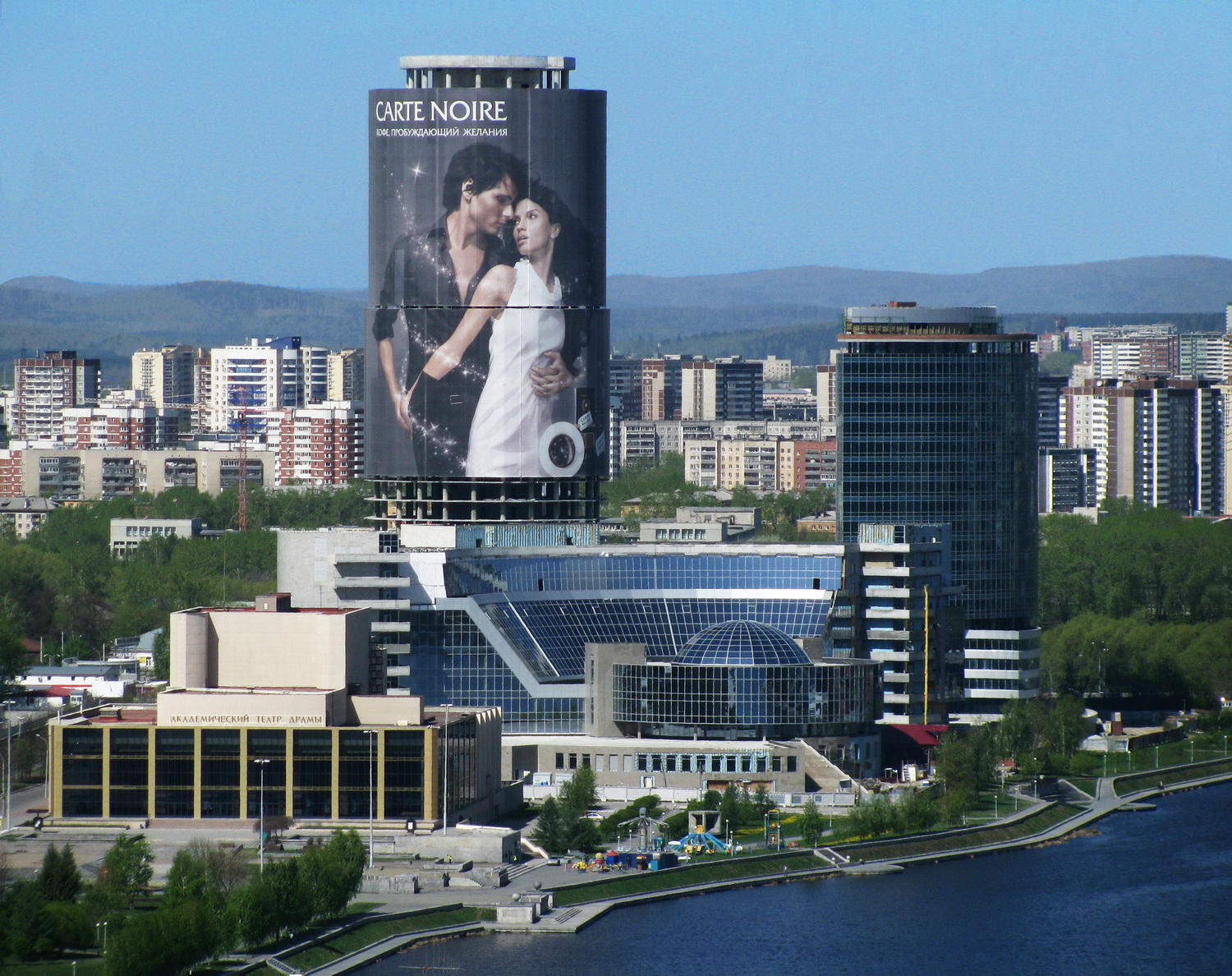
«Демидов» в замороженном состоянии, затянутый рекламным баннером, 8 мая 2010 года

В апреле 2010 года появились сведения, что на достройку первой очереди будет выделено более миллиарда рублей из федерального бюджета.
Тем временем, в октябре 2010 года начинавший строительство бизнесмен Марс Шарафулин был объявлен в международный розыск — его обвинили в уклонении от уплаты налогов в особо крупном размере. В международный розыск была объявлена также бывший финансовый директор ЗАО «Клаас-Строй» Наталья Краснопёрова. 11 января 2011 года Шарафулин был задержан в Каннах сотрудниками местной полиции. Французский суд, рассмотрев его дело, отказал в экстрадиции в Россию, не найдя для этого причин. Вскоре обвинения с Марса Шарафулина и его сотрудников были сняты и российскими правоохранительными органами по реабилитирующим основаниям.

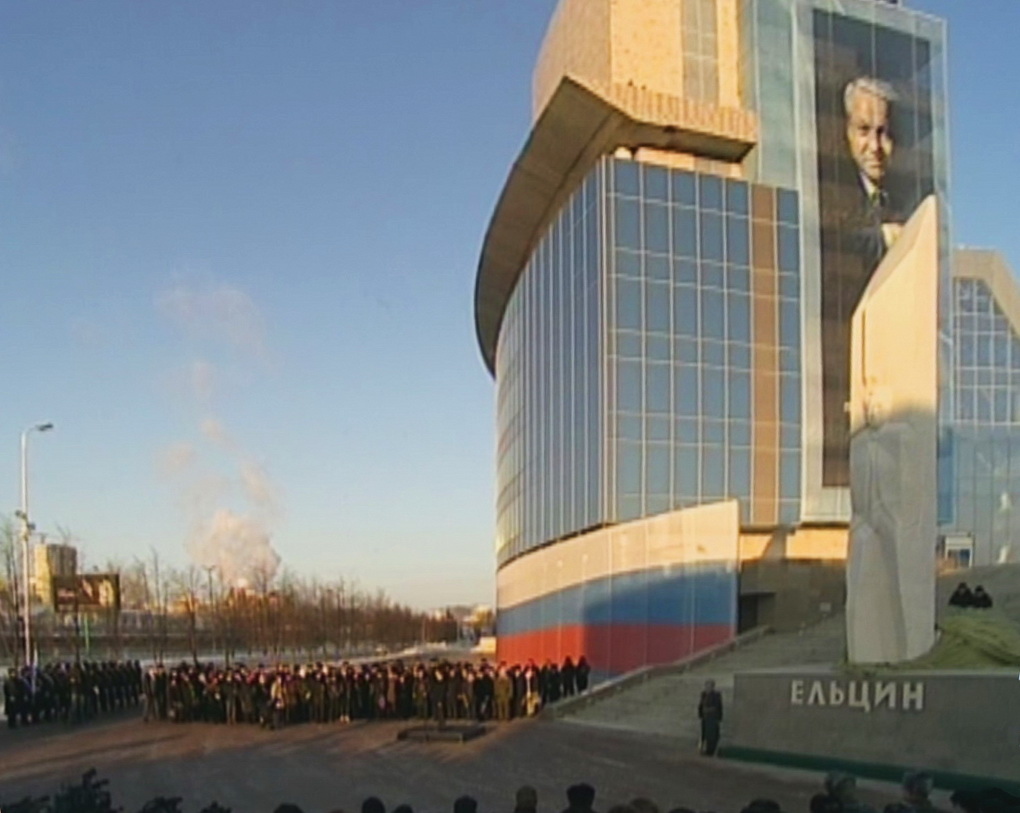
Открытие памятника Борису Ельцину у входа в будущий Президентский центр, 1 февраля 2011 года

В конце 2010 — начале 2011 производились лишь косметические работы по замене пришедшего в негодность из-за длительного нахождения на открытом воздухе утеплителя на незавершённом фасаде первой очереди и благоустройство террасы и прилегающей к входу в будущий Ельцин-центр территории. Они были связаны с подготовкой к открытию памятника Борису Ельцину. 1 февраля 2011 года, в день 80-летия со дня рождения Ельцина монумент работы скульптора Георгия Франгуляна был открыт, на открытии присутствовал президент России Дмитрий Медведев.
В сентябре 2012 года начались работы на очереди 1Б, но они коснулись только многоуровневой автостоянки комплекса, на самом объекте строительство активно не велось.

### 2013—2014. Возобновление работ на высотной части

остекление высотной очереди, июнь 2013 года

В феврале 2013 года начато остекление высотной части, завершившееся в апреле 2015 г.
В марте 2013 года на заседании правительства Свердловской области было принято решение о выделении дополнительных 2 млрд рублей фонду «Президентский центр им. Б. Н. Ельцина» — поскольку само здание к тому времени уже было построено, эти значительные бюджетные средства предполагалось потратить исключительно на отделку и приобретение оборудования. Деньги выделялись через министерство по управлению государственным имуществом Свердловской области. На тот момент планировалось завершить работы и открыть Ельцин-центр ко Дню Конституции — 12 декабря 2013 года.
В июле 2013 года «Ельцин центр» представил проект президентского центра на ежегодной выставке Иннопром.
В сентябре 2013 года сроки открытия Ельцин-центра вновь отодвинули — исполнительный директор фонда «Уральский центр Б. Н. Ельцина» Анатолий Кириллов сообщил, что здание центра откроется в День России — 12 июня 2014 года. Несмотря на это, затем дату открытия перенесли ещё 2 раза.

### 2015. Открытие Ельцин-центра

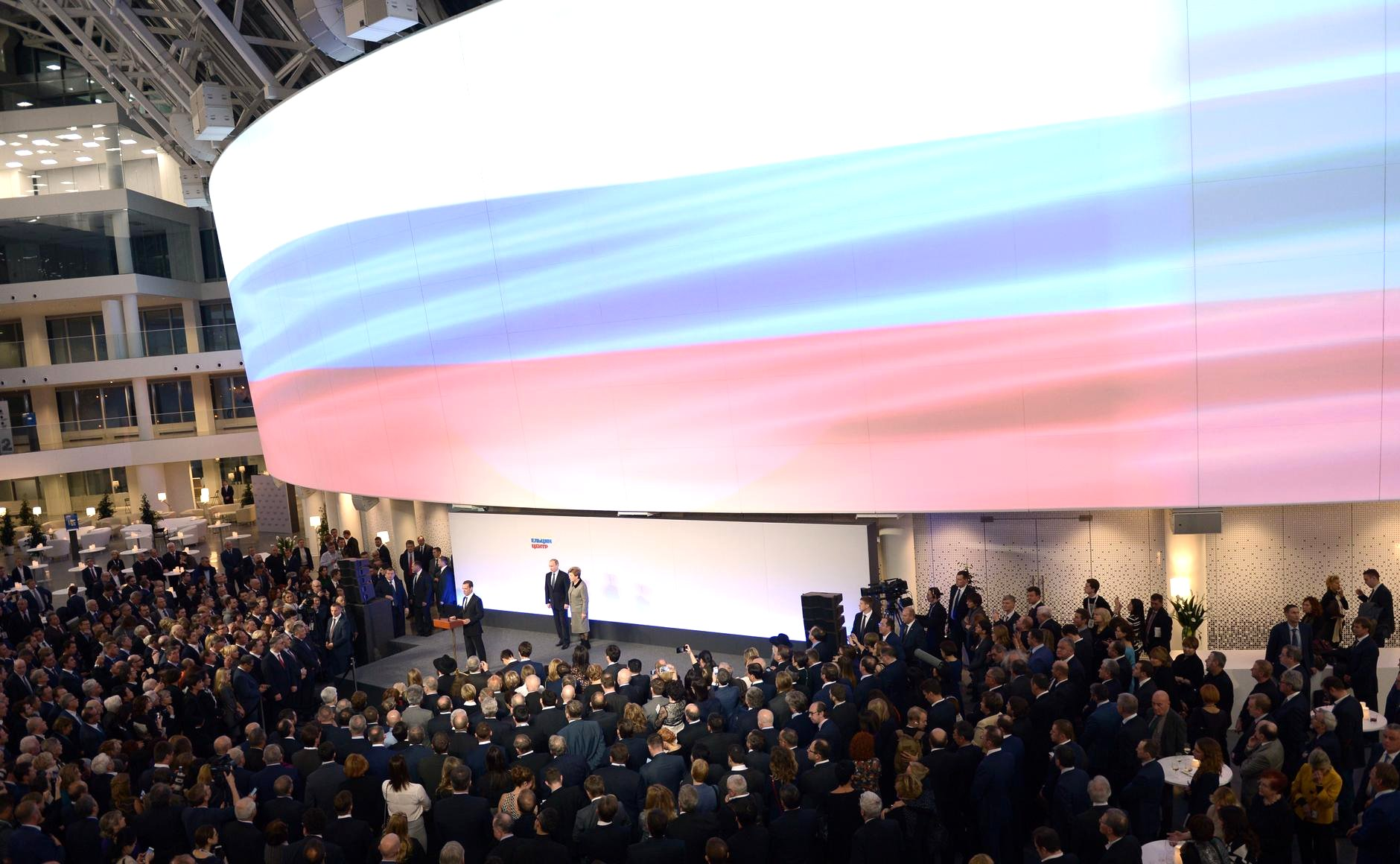
Церемония открытия Президентского центра Б. Н. Ельцина в бывшем конгресс-холле «Демидов», 25 ноября 2015 года

25 ноября 2015 года в первой очереди комплекса состоялось открытие Ельцин-центра. Была устроена масштабная церемония открытия, на которой присутствовали члены семьи первого президента России, в том числе Наина Ельцина и Татьяна Юмашева, президент России Владимир Путин и премьер-министр Дмитрий Медведев, многие российские и зарубежные политики — Ирина Хакамада, Минтимер Шаймиев, Эдуард Россель, в том числе руководители государств в 1990-е — Леонид Кучма, Анатолий Горбунов, Пётр Лучинский, Станислав Шушкевич, бизнесмены — Сулейман Керимов, Михаил Прохоров, Игорь Сечин, посол США в России Джон Теффт, многие известные журналисты — Владимир Познер, Софико Шеварднадзе, Ксения Собчак, Алексей Венедиктов, деятели культуры и искусства — Андрей Макаревич, Александр Новиков, Михаил Швыдкой, спорта — Шамиль Тарпищев, Евгений Кафельников, Анастасия Мыскина, Елена Дементьева, Динара Сафина, действующие и бывшие руководители Екатеринбурга — Александр Якоб, Евгений Ройзман и Аркадий Чернецкий, и многие другие — всего порядка 500 VIP-гостей.

Для нас с Борисом Николаевичем город Екатеринбург всегда был родным, и это прекрасно, что Ельцин-центр открывается именно здесь, в нашем любимом городе. Здесь прошла большая часть нашей жизни, здесь мы познакомились, здесь мы поженились, здесь родились наши дочери и первая внучка, здесь началась его трудовая и политическая биография, и его лидерские качества тоже формировались здесь. Думаю, если бы он сам выбирал город для своего Президентского центра, у него не было бы сомнений — только Екатеринбург.— Наина Ельцина, 25 ноября 2015 года
Экскурсию по Музею Ельцина для руководителей государства провела дочь первого президента России Татьяна Юмашева.

### 2016. Завершение строительства высотной части
В апреле 2016 года на высотной башне делового центра была смонтирована и запущена система динамической архитектурной подсветки.
В конце августа 2016 из-за оторвавшегося тромба в возрасте 47 лет во Франции умер Марс Шарафулин, так и не дожив до сдачи бизнес-центра, который начинал строить.
30 декабря 2016, одновременно с завершением строительства башни «Исеть» УГМК объявило о готовности делового дома «Демидов». Здание получило адрес ул. Бориса Ельцина 3/2. Несмотря на то, что в начале строительства предполагался класс офисных помещений А+, в итоге офисному центру был присвоен класс B+.

### Дом Гайдара

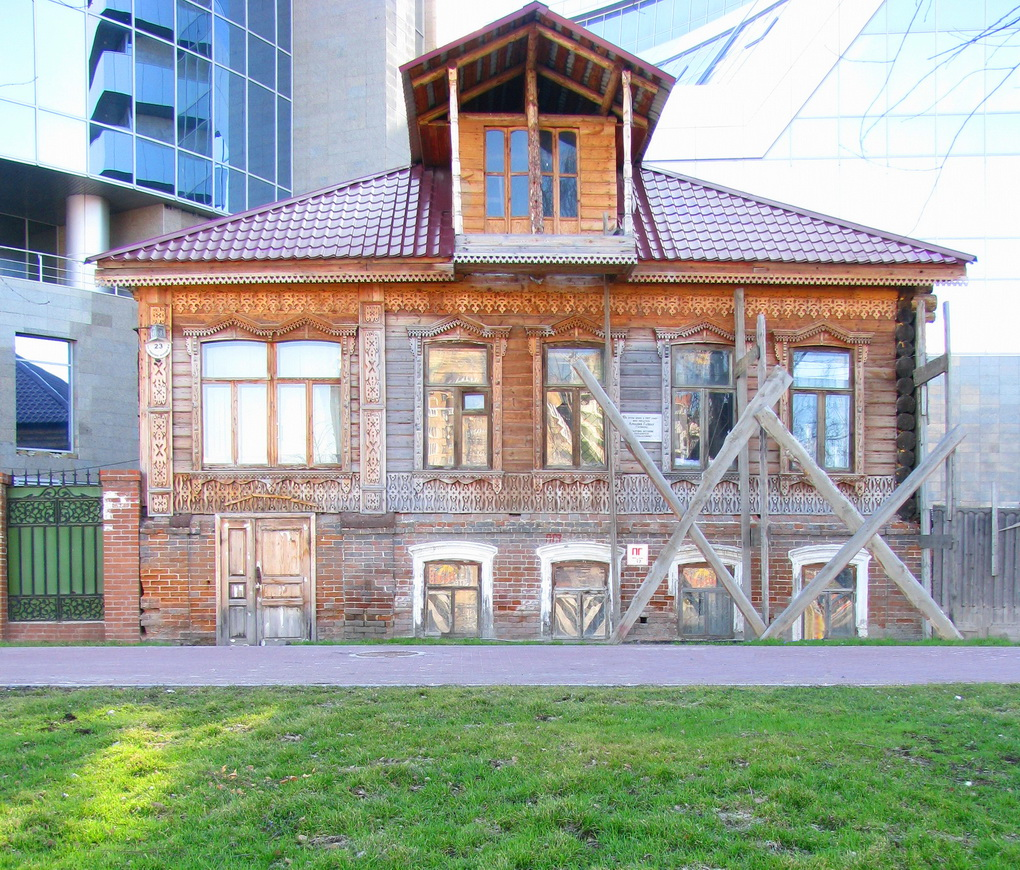
«Дом Гайдара», апрель 2013

На момент начала строительства в непосредственной близости от стройплощадки «Демидова», на Набережной рабочей молодёжи оставался небольшой фрагмент дореволюционной застройки Екатеринбурга — одноэтажный деревянный дом в стиле классицизма и двухэтажный полукаменный дом с мезонином, внесённый в реестр объектов культурного наследия как дом, в котором в 1927 году жил писатель Аркадий Гайдар. Этот дом был частью усадьбы, владельцами которой с 1908 года была мещанская семья Пестовых. Практически всю старую застройку бывшей Ссыльной слободы снесли ещё в 1970-е — 1980-е, этот дом остался лишь благодаря тому, что связан с личностью писателя, а соседний деревянный оставили как кусочек старого Екатеринбурга. Рядом с домом сохранились приусадебные постройки, яблоневый сад
Ещё в 2004—2005 годах чиновниками разных уровней принимались постановления о переносе памятника в директивном порядке, но все они были отменены прокуратурой.
11 апреля 2006 года ЗАО «Клаас-Строй» был вырублен сад при доме. В июне 2006 г на его территории был незаконно установлен бетонный забор.
28 августа 2006 года, когда собственник дома Анатолий Пестов уехал в отпуск, был совершён поджог дома — в него кинули бутылку с зажигательной смесью, в результате чего сгорела часть второго этажа. 11 ноября 2006 года неизвестные устроили пожар в соседнем деревянном доме, предварительно отравив охранявшую его собаку, — пламя вновь задело и дом Гайдара. В январе 2007 года было возбуждено уголовное дело по факту уничтожения деревьев возле «Дома Гайдара».
Марс Шарафулин впервые дал комментарий по поводу дома Гайдара в 2008 году.

 Сначала Пестов пытался обменять свое здание на 200 м². в нашем деловом центре, после отказа он стал просить у нас 3 млн евро. Мы готовы вести с ним переговоры, но в пределах разумного. На деле же выходит, что Пестов, используя статус памятника архитектуры, хочет лишь нажиться за наш счет"— Марс Шарафулин
В апреле 2008 года руководством ЗАО «Клаас-Строй» было направлено письмо в адрес министра культуры Свердловской области Натальи Ветровой с просьбой выяснить — не утрачено ли у дома-памятника то историко-культурное значение, которое послужило основанием присвоения зданию статуса объекта культурного наследия. И в случае, если статус утрачен, поставить вопрос об исключения дома из реестра объектов культурного наследия. В случае же, если историко-культурный потенциал здания можно восстановить, поставить вопрос о смене собственника здания — например, изменив статус здания на дом-музей, перевести его в областную собственность, поскольку, пока собственником является физическое лицо, привлечение стороннего финансирования для его восстановления невозможно. При этом представители ЗАО «Клаас-Строй» отмечали, что второй этаж, где жил Аркадий Гайдар, находится в полуразрушенном состоянии, крыша гниет, во дворе — свалка. В нарушение законодательства собственник Пестов самовольно возвел неаккуратный пристрой и установил современные пластиковые окна. Крыша здания из кровельного железа была заменена на не характерную для архитектуры Урала черепицу.
В 2013 году исполнительный директор Президентского центра Б. Н. Ельцина Александр Дроздов обратился в прокуратуру из-за свалки строительных и бытовых отходов у дома Гайдара. В результате проверки 6 июня 2013 года прокуратура Екатеринбурга обязала Анатолия Пестова ликвидировать свалку, также было установлено, что владелец не исполняет обязанности по содержанию объекта культурного наследия: не восстановлены рисунок переплетов окон, покрытие крыши с парапетным ограждением, навес над крыльцом. Пестова обязали привести здание в порядок, устранив нарушения.

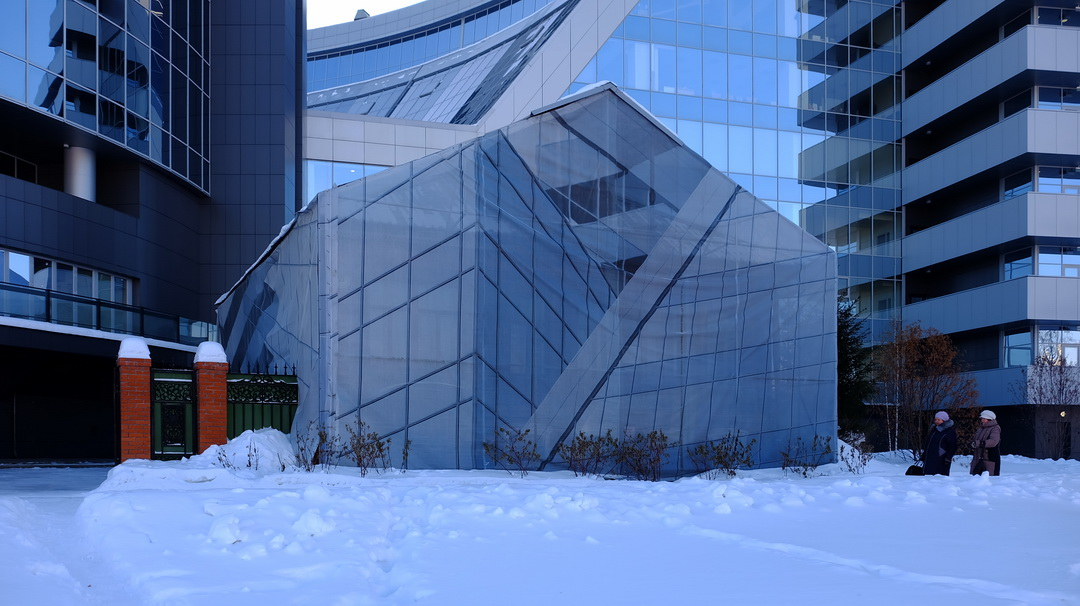
Дом Гайдара, скрытый под баннерами, установленными перед открытием Ельцин-центра

В октябре 2014 года снесён соседний деревянный дом, построенный по проекту известного екатеринбургского архитектора Карла Турского ещё в первой половине XIX века в стиле классицизм.
24 апреля 2015 года губернатор Свердловской области Евгений Куйвашев договорился о выкупе дома у Пестова за 35 миллионов рублей.
К открытию Ельцин-центра в ноябре 2015 года дом Гайдара закрыли баннером, посчитав его вид непрезентабельным.
В марте 2016 года появилась информация, что Дом Гайдара передадут Ельцин-центру. 12 августа 2016 года стало известно, что после завершения работ по реставрации здания, его переделают в офисный центр.

## Характеристики и архитектура построенного объекта

### Ельцин-центр

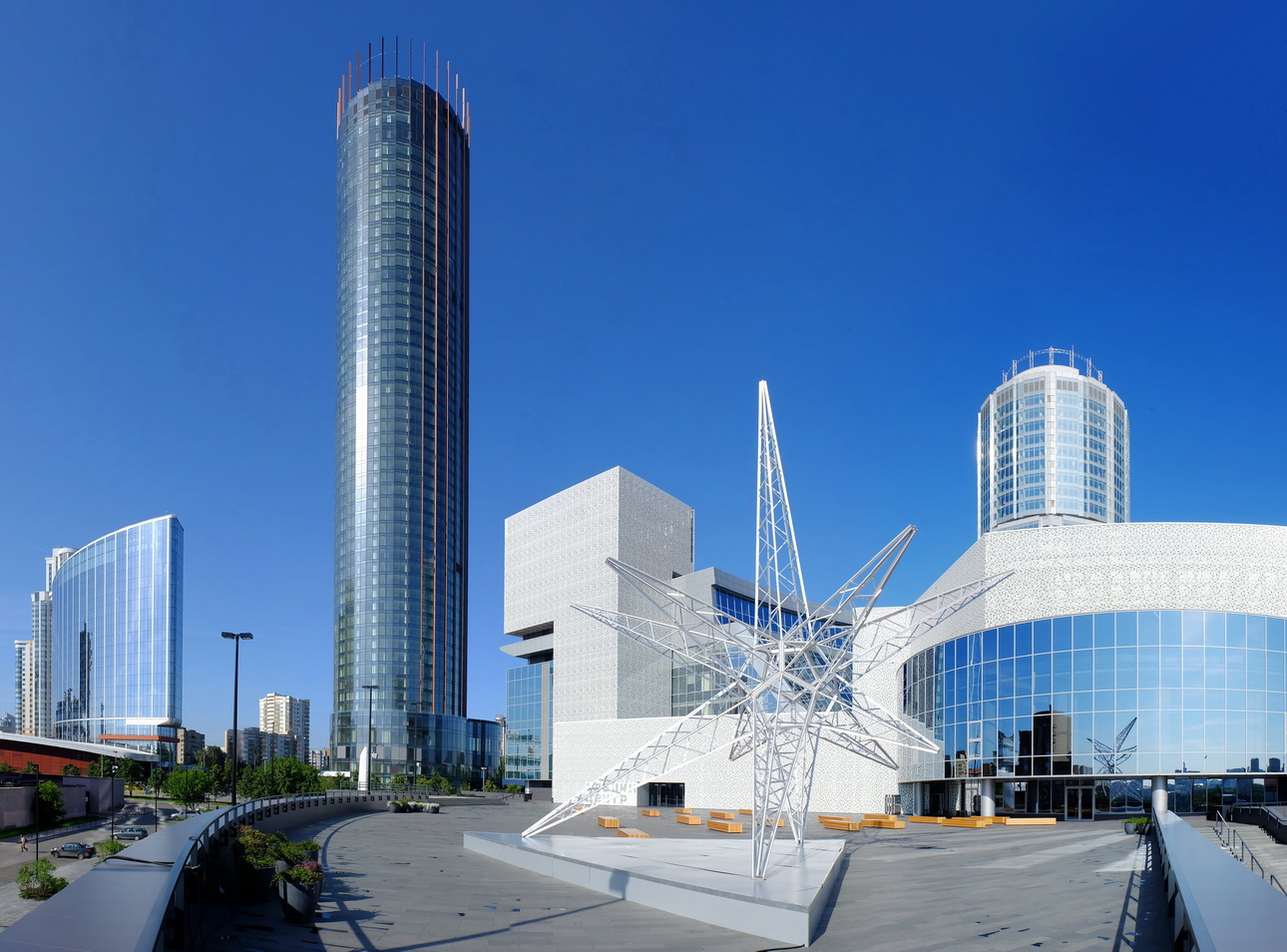
Открытая терраса перед Ельцин-центром, с которой открываются виды на город

Общая площадь очереди 1А — 88 тысяч м², из них непосредственно под Ельцин-центр отведено 22,5 тысячи м², на них расположились образовательный и детский центры, галерея, конференц-зал, музей, архив, медиатека. Остальные площади принадлежат компании «Агора-центр», учредителем которой в свою очередь является фонд «Президентский центр Б. Н. Ельцина». Фонд выкупил площади за счёт спонсоров, таблички с их указанием размещены в холле Ельцин-центра — в их числе как крупные корпорации, так и представители малого и среднего бизнеса, а также частные лица. Ельцин-центр планирует выйти на самоокупаемость за счёт сдачи этих площадей в аренду.
Ядром «Ельцин Центра» стал музей первого президента России. В архиве музея собраны десятки тысяч документов, фотографий, более 130 видео-интервью, смонтированы 163 медиапрограммы.
Здание «Демидова» досталось Президентскому центру Ельцина с планировкой, рассчитанной на обычных арендаторов бизнес-центров: офисы и магазины. Задачу превратить круглый в горизонтальном сечении второй этаж в музей решал Павел Лунгин — он придумал концепцию «ротора», который запускает круговое движение посетителей: развернутые по часовой стрелке дверные проемы залов подталкивают гостей к переходу из одного помещения в другое. В середине второго уровня расположена круглая площадь, на ней скамейки и памятник Ельцину из бронзы в натуральную величину в стиле городской скульптуры — можно сфотографироваться, сев рядом с ним. Напротив экран, где транслируются фотографии из архива президента.
В доработке устаревшей за долгие годы строительства архитектурной концепции центра принял участие архитектор Борис Бернаскони. Его бюро создало для здания фирменный алюминиевый фасад, рисунок которого лег в основу айдентики всего Ельцин-центра. По мнению Бернаскони в архитектурном смысле новый функционал укладывается во встроенную в здание форму, которая как бы олицетворяет знаменитую ельцинскую «загогулину». Видимый издалека вертикальный фасад переходит в объём главного входа и в кафе на крыше, а затем, по замыслу Бернаскони, он должен рифмоваться с будущим пешеходным мостом через реку.

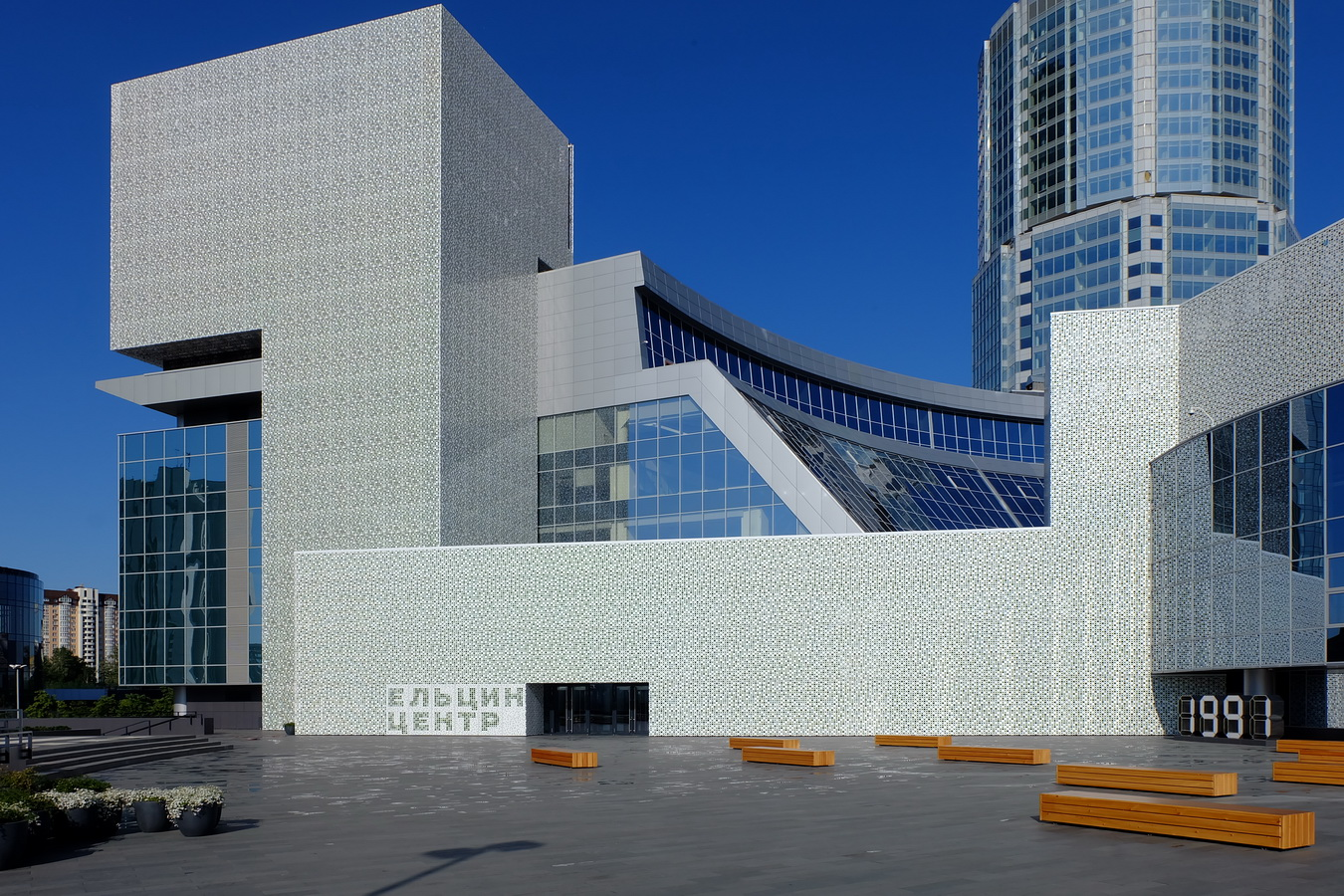
Рисунок фасадных панелей из перфорированного алюминиевого листа лёг в основу айдентики центра
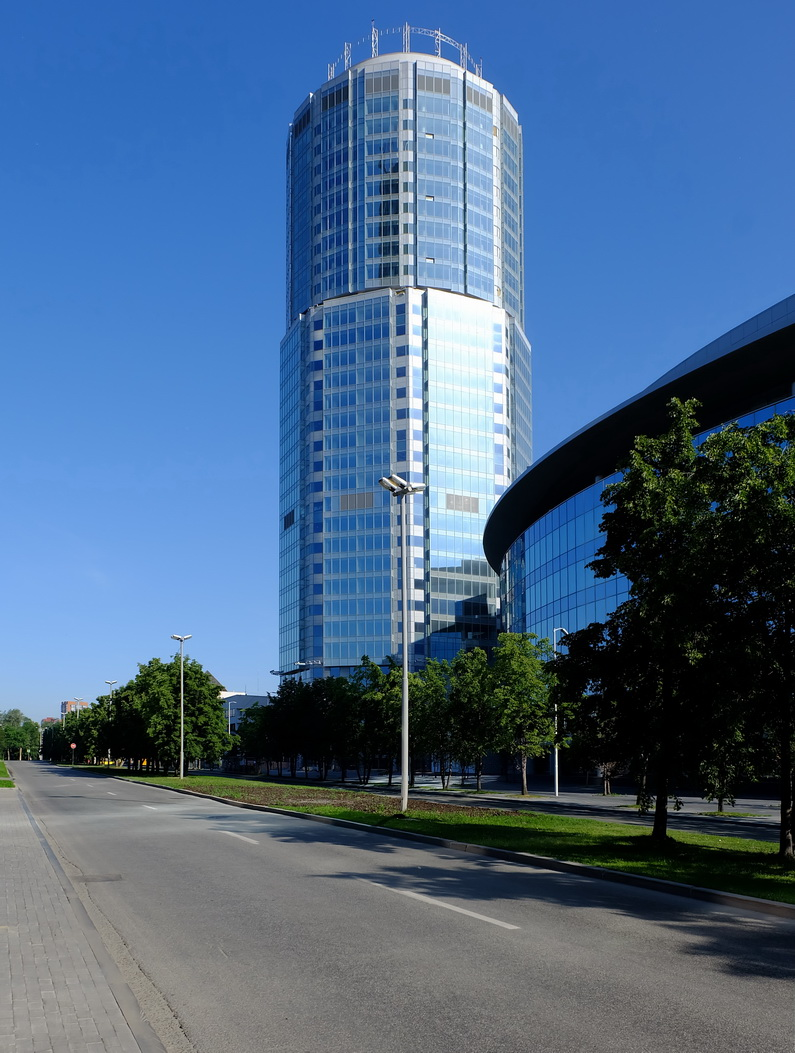
Вид с улицы Бориса Ельцина
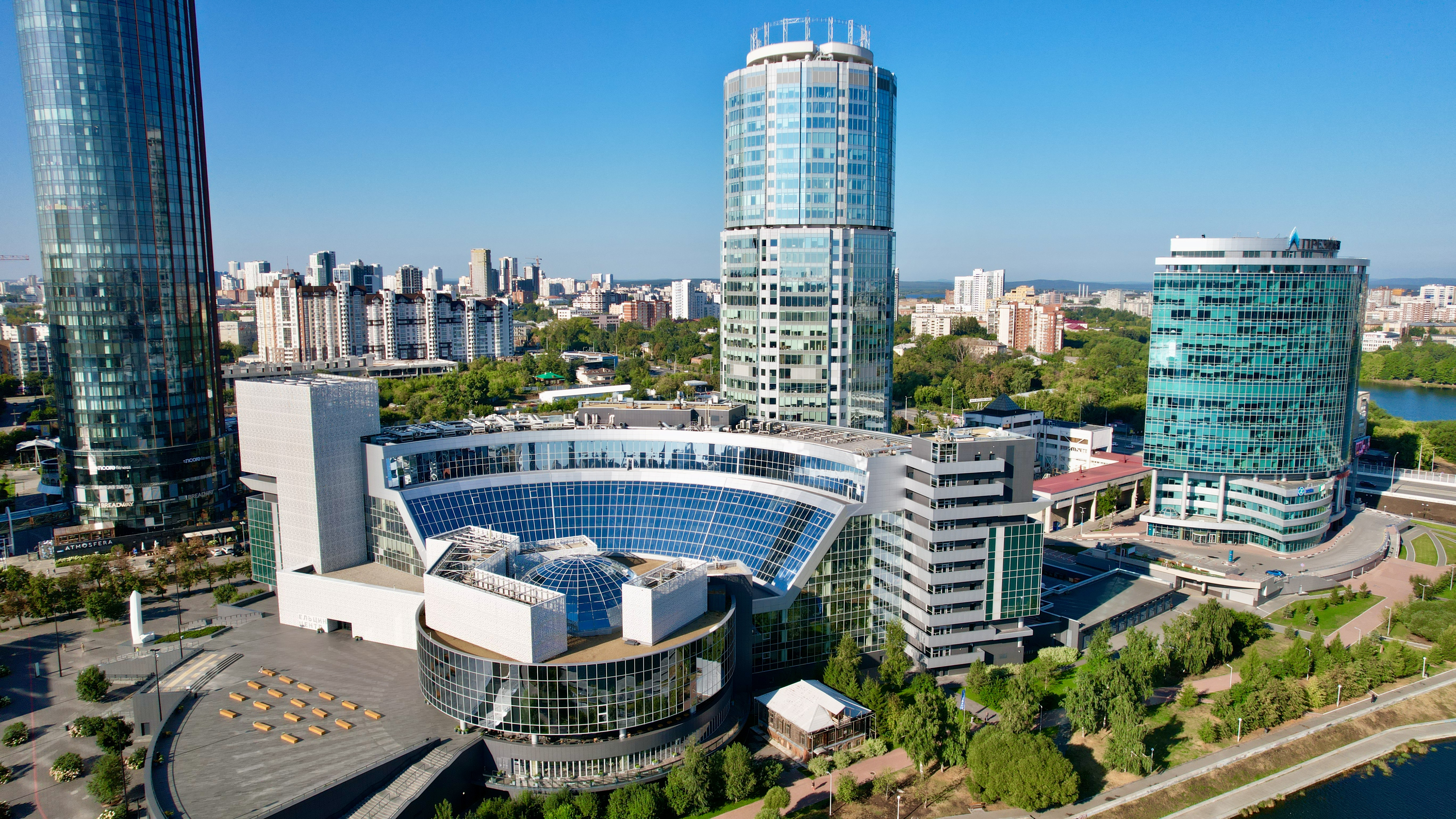
Вид с высоты

### Деловой дом «Демидов»
Общая площадь «Демидова» составила 47000 м². На первых этажах здания расположились переговорные, трансформирующийся конференц-зал, зона для кофе-брейка. На верхних этажах расположены помещения со свободной планировкой, предназначенные для размещения офисов. Всего в здании 11 лифтов ThyssenKrupp. Фасад здания выполнен из конструкций архитектурных алюминиевых профилей, большая его часть состоит из закаленных стекол со специальным светоотражающим покрытием снаружи и энергоэффективных травмобезопасных стекол изнутри.